# Sribenský rajón
Sribenský rajón (ukrajinsky Срібнянський район) byl rajón v Černihivské oblasti na Ukrajině. Hlavním městem bylo Sribne a rajón měl přibližně 10 tisíc obyvatel. 

## Sídla v rajónu
- Dihťari
- Sribne